# Vidocq (film, 1939)
Pour les articles homonymes, voir Vidocq (homonymie).
Pour plus de détails, voir Fiche technique et Distribution.
Vidocq est un film français réalisé par Jacques Daroy d'après les mémoires d'Eugène-François Vidocq, sorti en 1939.

## Fiche technique
- Titre : Vidocq
- Réalisateur : Jacques Daroy
- Scénaristes : Gilles Dartevelle, Eugène-François Vidocq (mémoires)
- Photographie : Nicolas Toporkoff, Daniel Chacun et Pierre Montazel
- Musique : Marceau Van Hoorebecke
- Pays :  France
- Format :  Son mono - Noir et blanc - 35 mm  - 1,37:1
- Genre : Biographie - Policier
- Durée : 105 minutes
- Date de sortie : 
  - France : 22 mars 1939

## Distribution
- André Brulé : Vidocq
- Jean Worms : Le préfet Henry
- Maurice Lagrenée : Saint-Germain
- Jean Brochard : Fanfan, le forçat repenti
- Nadine Vogel : Annette
- Henri Bosc : Chevalier
- Eliane Pascal : Adèle
- Pierre Clarel : Un bagnard
- René Ferté : Salembier
- Jean Bouzanquet
- Bruno Clair
- Daniel Clérice
- Max Dalban
- Pierre Darmant
- Paul Demange
- Colette Desbruyères
- Monette Dinay
- Paul Faivre
- Anthony Gildès
- Renée Guérin
- Roger Legris
- Jeanne Lion
- Teddy Michaud
- Alexandre Mihalesco
- Clary Monthal
- Georges Paulais
- Léon Peltier
- Marcel Pérès
- Robert Ralphy
- Pierre de Ramey
- Léon Roger-Maxime
- Rognoni
- Nina Rossi